# 아메리칸 록

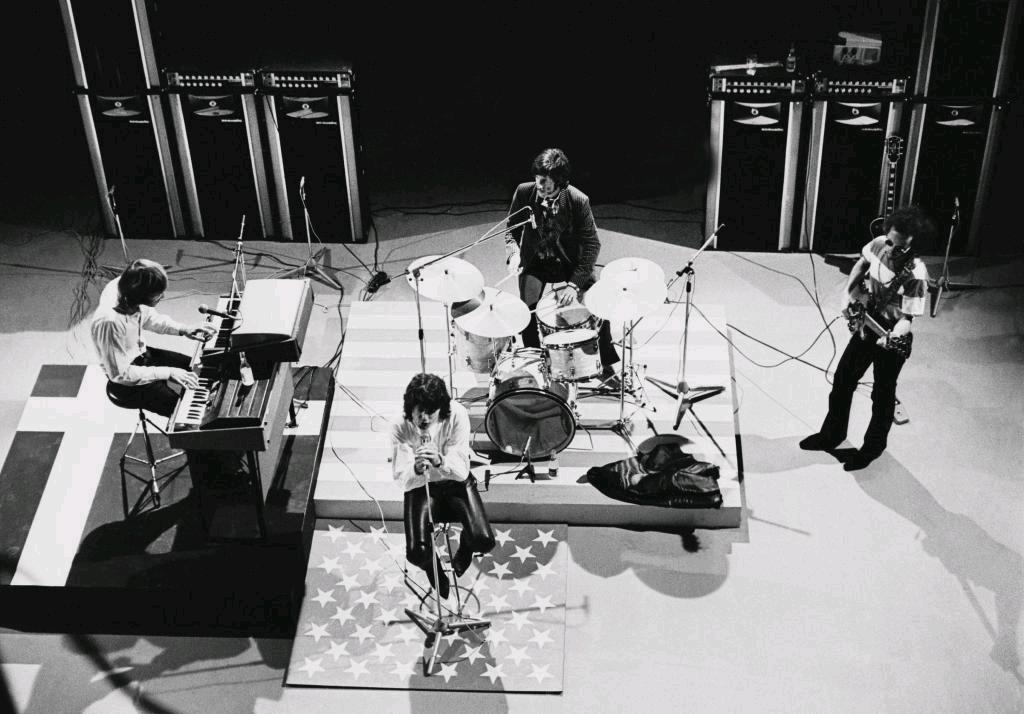
덴마크 텔레비전 방송 (1968년)

아메리칸 록(American rock)은 미국에서 유래한 록 음악이다. 그것은 1940년대와 1950년대 시절의 로큰롤, 리듬 앤 블루스, 그리고 컨트리 뮤직에 뿌리를 두고 있으며, 또한 민속음악, 재즈, 블루스 그리고 클래식 음악으로부터 유래되었다. 미국의 록 음악은 1964년 미국 팝 차트로의 영국의 침략에 크게 영향을 받았다. 그리고 이는 결과적으로 개러지 록의 발달을 야기하였다.
1960년대 후반부터 1970년대 초까지, 미국의 록 음악은 여러 가지 '퓨전'음악을 만들어내었다. 민속음악과의 결합은 포크 록을 만들었으며, '블루스'와의 결합은 블루스 록을 만들었다. 컨트리 음악과의 결합으로 컨트리 록, 재즈로 인해 재즈 록 이 모든 것으로부터 사이키델릭 록이 탄생되었다. 1970년, 록 음악은 수많은 하위 장르를 만들어내었다. 대표적으로 소프트록, 하드록, 헤비메탈, 글램 록, 프로그레시브 록, 그리고 펑크 록이 있다.
펑크록으로부터 생겨난 1980년대의 중요한 록 음악은 뉴웨이브, 하드코어 펑크, 포스트 펑크, 스래시 메탈과 얼터너티브 록이 있다. 1990년대, 얼터너티브 록은 그런지와 함께 주류 음악이 되었으며, 다른 중요한 하위장르로는 인디 록과 누 메탈이 있다. 2000년대에는 이모와 메탈코어 음악이 대세에 합류하였다.동시에, 개러지 록과 펑크의 부흥운동이 시작되었다.디지털 기술의 발달이 새로운 형태의 디지털 일렉트로닉 록을 탄생시켰다.

## Rock and roll(1950년대 초 ~ 1960년대)

### 발생

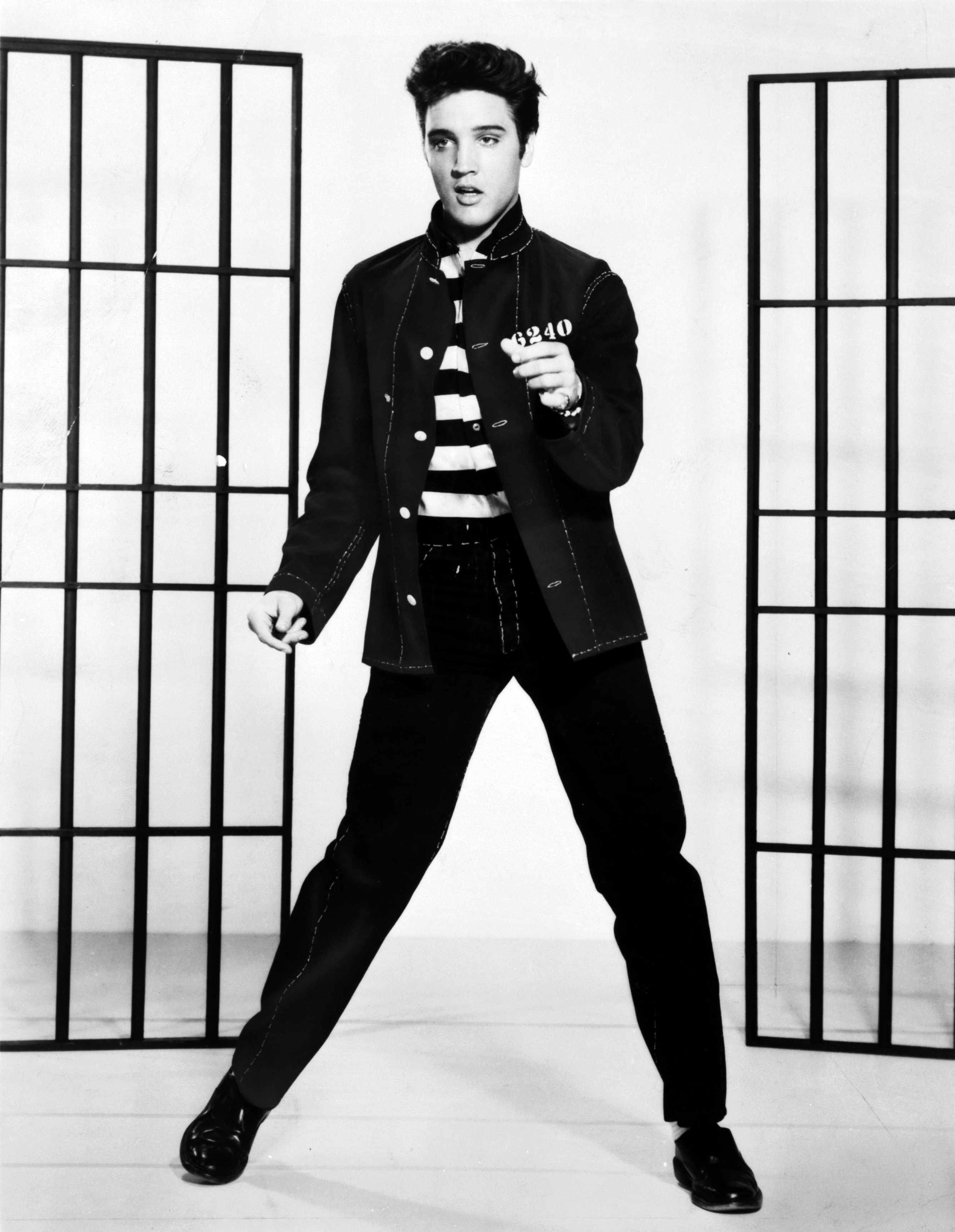
엘비스 프레슬리에게 상업적으로 가장 성공적인 그림에서 등장하는 로큰롤

미국 록 음악의 토대는 로큰롤에 있으며, 이는 1940년 후반~1950년 초에 생겨났다. 그것의 직접적인 유래는 다양한 블랙 뮤직과의 혼합을 통해 생겨났으며 리듬 앤 블루스 복음성가, 컨트리 뮤직도 포함되었다. 1951년 오하이오주의 클리블랜드에서 디스크자키 알랜 프리드가 여러 인종의 사람들 앞에서 R&B를 연주하기 시작하였으며 이를 시작으로 그 음악을 설명하기 위해 로큰롤이라는 단어를 쓰기 시작하였다.
최초의 로큰롤 음반이 무엇인가?에 대해서 많은 논쟁이 있었다. 한 예측은 잭키 브랜스턴과 그의 델타 캣의 Rocket 88 이다(아이크 터너와 그의 밴드 The king of Rythmn) 이는 1951년 멤피스에 있는 선 레코드에서 샘 필립스에게 녹음되었다. 엘비스 프레슬리가 Sun Record에서 녹음한 첫번째 싱글 That's All Right(1954)가 첫번째 로큰롤이라 생각되었다. 하지만 동시에 후대에 빌 헤일리가 다룬 Big Joe Turner의 Shake, Rattle&Roll가 이미 R&B 빌보드 차트의 맨 위에 있었다.초기 로큰롤 순위에는 척 베리, 보 디들리, 패츠 도미노 리틀 리처드 제리 리 루이스 진 빈센트가 있다. 빌 헤일리의 Rock Around the Clock(1955)는 최초로 빌보드 상위권에 위치한 로큰롤 음악이 되었으며, 라디오 차트가 되었다. 그리고 이는 새롭게 유향하는 문화를 만들었다. 곧 로큰롤은 지난 10년간 대중 음악을 지배해 온 에디 피셔, 페리 코모 패티 페이지와 같은 미국 음반 판매의 주요 요소가 되었다.

### 다양성
로큰롤은 수많은 하위장르로 나누어진다. '로큰롤'과 힐빌리 컨트리 뮤직'이 합쳐져 로커빌리가 되었으며, 이는 1950년대 중반 칼 퍼킨스, 제리 리 루이스버디 홀리와 상업적으로 큰 성공을 거둔 '엘비스 프레슬리'가 대표적이다 그와 반대로 두왑은 여러 파트의 보컬 간의 조화와 의미없는 음(나중에 장르가 생긴다)를 중요하게 생각하였다.이는 1930~1940년대 사이 흑인 보컬들이 간단한 기구만을 사용한 것에서 유래한다. The Crows, The Penguins, The El Dorados와 The Turbans은 모두 큰 성공을 거두었고, The Platters의 The Great Pretender(1955)와 Yakety Yak과 같이 유머러스한 음악을 가진 The Coaster역시 그 당시 가장 성공한 로큰롤 그룹이라 평가받는다. 이 시대에는 전자기타의 성장과 Chuck Berry, Link Wray를 주목해야 한다. 그리고 Scootty Moore와 같이 독특한 방식의 로큰롤 스타일의 발달도 있다. 또한, 주요 상업 목적으로 사용된 솔 음악 또한 큰 의미가 있다. 그것은 영가적 분위기의 음악과 팝 음악이 합쳐진 리듬 앤 블루스의 발달을 일으켰으며, 1950년대 중반의 Ray CharlesSam Cooke가 이에 대한 대표적인 선구자이다.마빈 게이, 제임스 브라운, 아레사 프랭클린, Curtis Mayfield와 스티비 원더 와 같은 1960년대 초반의 인물은 리듬 앤 블루스의 차트를 독점하고 있었으며, 더 나아가 주요 팝 차트까지 들어오고 있었다. 이는 모타운과 스택스 레코드 음반사가 녹음 산업의 주류를 차지하는 동안 인종차별 철폐에 큰 도움을 주었다. 두왑과 걸구룹의 조화를 포함한 모든 요소들이 조화를 이루는 동안 신중하게 만들어진다.

## 발달기 (1960년대 중반)

### 영국의 침략

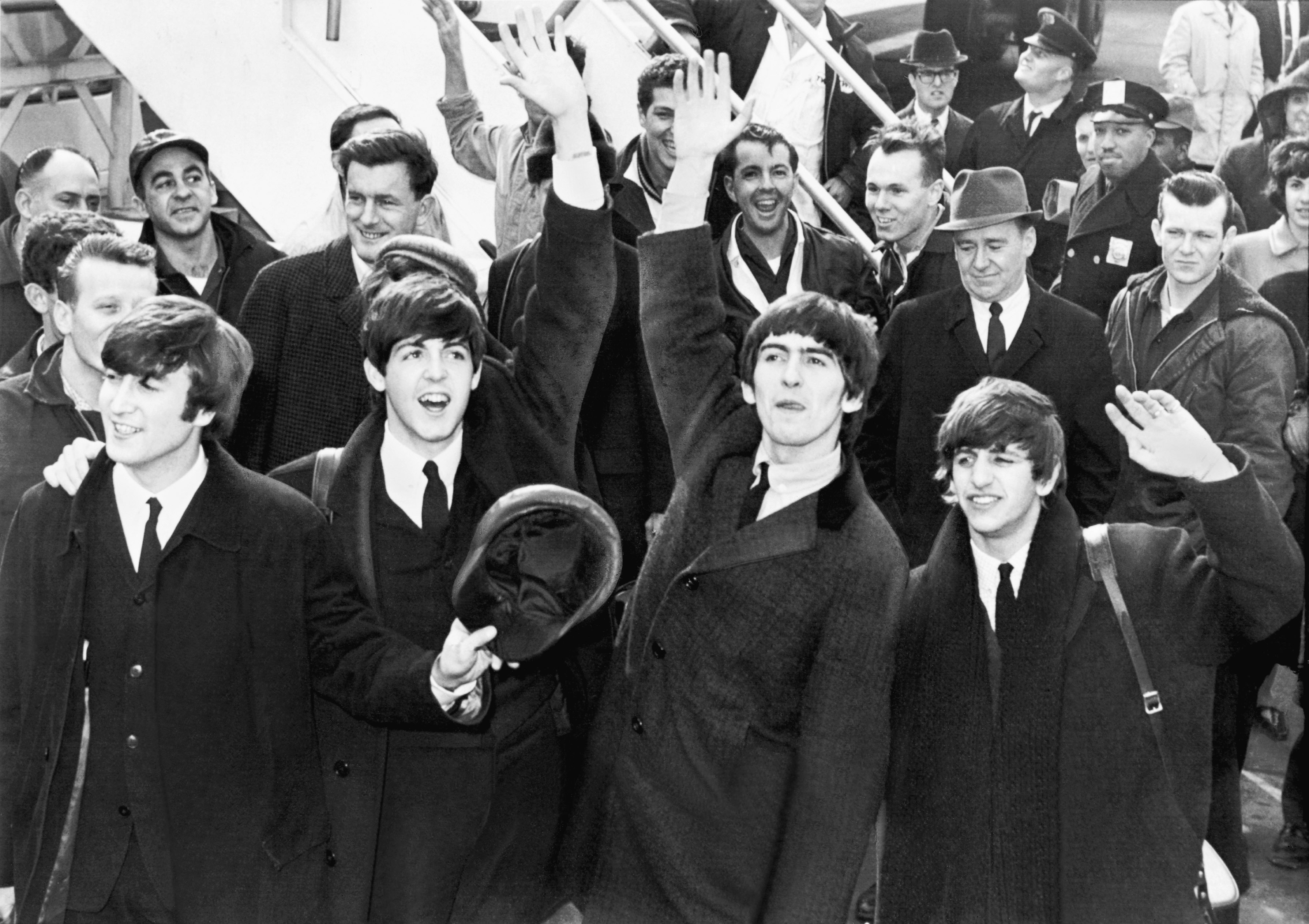
의 도착 비틀즈,미국에서와 후속 외관에 Ed Sullivan Show,시간 영국의 침략

1962년이 끝나갈 무렵, 비틀즈와 같은 비트 그룹은 소울 음악, R&B, 서프 음악 등을 통해서 미국에 큰 영향을 주었다. 처음에는, 그들은 전통적인 미국음악을 댄서들이 트위스트를 하는 것과 같이 재해석되었다. 이들은 점점 복잡해지는 음악적 생각과 독특한 소리로 그들의 독창적인 작곡에 영향력을 주었다. 1963년동안, 비틀즈와 다른 비트 그룹들, 예를 들어 The Searchers와 홀리스는 영국에서 인기와 성업적인 성공을 모두 거두었다. 1964년 1월, 비틀즈의 성공과 함께 영국의 록 음악은 미국에서 인기있는 주류 음악이 되었다.
 I Want to Hold Your Hand는 미국의 유명한 빌보드 차트 100순위에 진입한 첫번째로 흥행한 영국 록이 되었다. 이 곡은 1964년 1월 18일에 45번으로 발매되어 7주간 싱글 차트 1위를 차지하였으며, 15주간 지속되었다. 그들이 2월 9일 에드 설리번 쇼에 처음 출연한 것은 미국 대중문화에서 획기적인 사건으로 여겨진다. 이 방송은 미국 TV 프로그램 기록을 세울 당시 약 7천 3백명의 시청자를 끌어들였다. 비틀즈는 역사상 가장 많이 팔린 록 밴드가 되었고, 수많은 영국 밴드들이 그 뒤를 이었으며, 특히 롤링 스톤스, 애니멀즈, 그리고 야드 버즈 등과 같이 블루스 음악에 영향을 받은 밴드들이 그 뒤를 이었다.

## 같이 보기
- 치카노 록